# Майер, Шейн
Шейн Майер (англ. Shane Meier; род. 1977) — канадский актёр, наиболее известен в роли Мэттью Шепарда в телефильме «История Мэттью Шепарда».

## Биография
Шейн Майер родился 11 июня 1977 года в Саскатуне. Сын Джона и Джейн Майеров.
С детства принимал участие в различных телевизионных проектах, как актёр озвучивания (англ. «Captain N: The Game Master», англ. «Bucky O'Hare and the Toad Wars» и др.) и играл небольшие роли («Секретный агент Макгайвер», «Джамп-стрит, 21», «Одиссея» и др.), а также постоянная роль в канадском телесериале (англ. «Mom P.I.»). В 1992 году впервые снимается в кинофильме — «Непрощённый» Клинта Иствуда, где сыграл сына главного героя в исполнении самого Иствуда. В 1996 году снимался в «В поисках приключений» Жан-Клода Ван Дамма.
В 2002 году снимается в телефильме «История Мэттью Шепарда» и побеждает в номинации Лучший актёр на ЛГБТ-кинофестивале «Аутфест».
В 2006—2007 годах играл одну из главных ролей в канадском телесериале «Разведка».

## Творчество

### Фильмография
- 1990 — My Life as a Babysitter (телефильм) — Бэн
- 1992 — Непрощённый / Unforgiven — Уильям Манни, младший
- 1992 — Оставайтесь с нами / Stay Tuned — Йоги Бир
- 1993 — Нужные вещи / Needful Things — Брайан Раск
- 1994 — Андре / Andre — Стив Уитни
- 1995 — Кто в доме хозяин / Man of the House — школьник
- 1996 — В поисках приключений / The Quest  — Рэд
- 1999 — Серебряный волк (телефильм) / Silver Wolf — Джесси Маклин
- 2002 — История Мэттью Шепарда (телефильм) / The Matthew Shepard Story — Мэттью Шепард
- 2003 — Свидание с тьмой (телефильм) / A Date with Darkness: The Trial and Capture of Andrew Luster — Дэниэл
- 2008 — Супербордеры (видео) / Shred — Спинкс
- 2008 — Супербордеры: Снова в деле (видео) / Shred 2 — Спинкс
- 2009 — Revenge of the Boarding School Dropouts (видео) — Спинкс

### Телесериалы
- 1990-1991 — Mom P.I. — Рэй Салливан
- 1990 — Джамп-стрит, 21 / 21 Jump Street — Оззи Смит — 1 эпизод
- 1990 — Секретный агент Макгайвер / MacGyver — 2 эпизода
- 1992 — Театр Рэя Брэдбери / The Ray Bradbury Theater — Майкл Макдоналд — 1 эпизода
- 1992 — Одиссея / The Odyssey — Линг-Линг — 1 эпизод
- 1992, 1995 — Комиссар полиции / The Commish — 2 эпизода
- 1993 — Мэдисон / Madison — Пол Деврис — 1 эпизод
- 1994 — Одинокий голубь / Lonesome Dove: The Series — Генри — 1 эпизод
- 1995 — Дорога в Эйвонли / Road to Avonlea — Луи — 1 эпизод
- 1995, 1997 — За гранью возможного / The Outer Limits — 2 эпизода
- 1997, 1998 — Крутой Уокер: правосудие по-техасски / Walker, Texas Ranger — Томми Мэллой — 3 эпизода
- 1998 — Вне веры: Правда или ложь / Beyond Belief: Fact or Fiction — Beyond Belief: Fact or Fiction — 2 эпизода
- 1999 — Седьмое небо / 7th Heaven  — Джо — 2 эпизода
- 1999 — Сыновья грома / Sons of Thunder — Томми Мэллой — 1 эпизод
- 2000 — Звёздные врата: SG-1 / Stargate SG-1 — Гэран — 1 эпизод
- 2000 — Зов предков / Call of the Wild  — Майлз Челенджер
- 2003 — Джон Доу  / John Doe — Марк — 1 эпизод
- 2003 — Вернуть из мёртвых / Tru Calling — Сэм — 1 эпизод
- 2004 — 4400 / The 4400 — Глен Китинг — 1 эпизод
- 2004 — Звёздные врата: Атлантида / Stargate: Atlantis — Нелеус — 1 эпизод
- 2005 — Встреча выпускников / Reunion  — Джереми — 1 эпизод
- 2006 — Сверхъестественное / Supernatural — Крэйг Тарстен — 1 эпизод
- 2006 — Спасение / Saved — Тайлер — 1 эпизод
- 2006-2007 — Разведка / Intelligence — Фил Кумбс
- 2007 — Ясновидец / Psych — Кирк — 1 эпизод

### Актёр озвучивания
- 1988 — Kyofun no byoningen saishu kyoshi (английская версия)
- 1990 — Camp Candy
- 1990 — Captain N: The Game Master
- 1991 — Bucky O’Hare and the Toad Wars — Вилли Дувитт
- 1992 — My Little Pony Tales — Лансер
- 1993 — Соник Супер-ёжик / Adventures of Sonic the Hedgehog
- 1997 — Доблестные воины / Warriors of Virtue — Тоби
- 1998 — Stories from My Childhood
- 2005 — My Scene: Звезды Голливуда / My Scene Goes Hollywood: The Movie — Эллис